# Mutant X
Mutant X est une série télévisée américano-canadienne en 66 épisodes de 42 minutes, créée par Avi Arad et diffusée du 6 octobre 2001 au 17 mai 2004 en syndication.
En France, la série a été diffusée du 3 décembre 2002 au 19 octobre 2004 sur TMC, puis rediffusée sur M6 dans le cadre de La Trilogie du samedi, NT1, AB1 et Canal Jimmy. En Belgique sur Plug TV en 2004 et au Québec à partir du 28 août 2003 sur Ztélé.

## Synopsis
Cette série de science-fiction met en scène un groupe de quatre personnes devenues des mutants humains dotés de pouvoirs extraordinaires à la suite de manipulations génétiques menées dans le cadre d'un projet gouvernemental visant à sauver des vies humaines. Les principaux scientifiques ayant travaillé sur ce projet sont Adam Kane et Mason Eckhart. Si ce dernier essaye par tous les moyens de les éradiquer car il estime que ces anomalies génétiques n'ont pas le droit de vivre, en revanche Adam Kane aide les nouveaux mutants à s'intégrer dans le monde, notamment à mieux comprendre leurs pouvoirs, et tente de les protéger de Mason Eckhart et de l'ASG (Agence de sécurité génétique).

## Distribution

### Acteurs principaux
- Victoria Pratt (VFB : Marie Van Renterghem) : Shalimar Fox
- Victor Webster (VFB : Damien Gillard) : Brennan Mulwray
- Forbes March (VFB : Bruno Mullenaerts) : Jesse Kilmartin
- John Shea (VFB : Olivier Cuvellier) : Adam Kane (saisons 1 et 2, invité saison 3)
- Lauren Lee Smith (VFB : Géraldine Frippiat) : Emma DeLauro (saisons 1 et 2)
- Karen Cliche (VFB : Alexandra Correa) : Lexa Pierce (saison 3)

### Acteurs secondaires
- Tom McCamus (VFB : Philippe Résimont) : Mason Eckhart
- Michael Easton : Gabriel Ashlocke
- Andrew Gillies : Dr Kenneth Harrison
- George Buza (en) : contact de Lexa

Source et légende : version française (VF) sur Doublage Séries Database

## Épisodes

### Première saison (2001-2002)
1. Le Choc de la nouveauté (The Shock of the New - Part 1) : Une jeune fille, Emma DeLauro, pourchassée par plusieurs hommes, rencontre une équipe assez spéciale dont les membres sont dotés de pouvoirs étranges. Ces personnes l’aident à s'enfuir et se présentent à elle comme faisant partie d’un groupe nommé « Mutant X », l’invitant à les rejoindre pour apprendre à développer les pouvoirs qu’elle même possède…
2. L'Homme électrique (I Scream the Body Electric - Part 2) : Brennan, un jeune homme en contact avec Emma , a été fait prisonnier par les agents de l’AGS (l’Agence Gouvernementale de Sécurité), et se trouve contraint d’obéir aux ordres de Thorne, lui-même étant sous les ordres de Mason Eghart le chef de l'AGS. Il aide donc l'agence à prendre par la force les lieux sécurisés où « Mutant X » protège les nouveaux mutants avant de leur donner une nouvelle identité. L’équipe de « Mutant X », renforcée par la présence d’Emma va tout faire pour contrecarrer les plans d’Eghart et faire libérer tous les nouveaux mutants faits prisonniers… Brennan y compris.
3. La Roulette russe (Russian Roulette) : Eghart a engagé Sonya, un agent secret russe, pour neutraliser de nouveaux mutants. L'équipe d'Adam a 24 heures pour sauver Brennan, l'une des premières victimes. Jesse tente de s'infiltrer dans le réseau de Mason Eghart afin de déjouer leurs plans. Mais le jeune homme est démasqué. Et Sonya veut tester sur lui le Pushka, une arme de désintégration pour mutants…
4. La Menace de l'amour (Fool for Love) : La SG dirigée par le malveillant Eghart cherche de nouveaux mutants pour les capturer et mener à bien de nouvelles expériences. Au cours de ses recherches pour retrouver Donna, son amie disparue, Shalimar rencontre Richard Saunders, professeur pour le Génome X, qui est en fait une couverture de la SG. Elle apprend ainsi que son amie suivait un traitement permettant de neutraliser les gènes mutants afin de vivre comme une personne normale…
5. Kilohertz (Kilohertz) : Un virus humain menace la bourse et les marchés financiers. Il se cache derrière l'identité d'un certain Barry Sterling, assistant de production qui est en fait un virus électronique coincé entre matière et énergie et qui navigue sur les longueurs d'onde du satellite. La mission d'Adam et de son équipe : trouver ce nouveau mutant et l'intercepter avant que l'ASG ne le fasse…
6. Le Sens de la Mort (The Meaning of Death) : Adam doit localiser un nouveau mutant présentant des symptômes très graves pouvant être contagieux. Même si le risque de mort est faible, Adam met une partie de son équipe en quarantaine pour éviter toute exposition au virus. Le nouveau mutant est en fait une mutante incendiaire et souffre d'une maladie qui la consume de l'intérieur. Elle ne contrôle pas ses pouvoirs et menace les autres mutants. Adam décide donc de faire un pacte avec Mason Eckhart afin d'unir leurs forces pour éradiquer cette maladie…
7. Attirance (Lit Fuse) : Adam et ses protégés n'ont pas fini de lutter contre Mason Eghart, leur ennemi juré. Celui-ci a jeté son dévolu sur la belle Ashley, un mutant absorbeur d'électricité. Il compte utiliser les capacités de la jeune fille pour éliminer la puissance électrique de Brennan. Après avoir arraché Ashley des griffes de Cross, un chasseur de primes à la solde d'Eghart, Adam la ramène avec lui. Le courant pase immédiatement entre celle-ci et Brennan, lequel doit se méfier de cette irrésistible attirance électromagnétique qui peut lui être fatale. Un seul contact et la belle absorbe toute son énergie vitale…
8. Amitié dangereuse (In the Presence of Mine Enemies) : Depuis que Brennan les a présentés, Jesse et la pétillante Tony, spécialiste du piratage informatique, sont inséparables. Ils filent le parfait amour jusqu'à ce qu'Eghart, aidé de la perfide Kendra, enlève Tony et la force à travailler pour lui. En effet, la présentatrice virtuelle de la chaîne Proxy Blue ne cesse de diffuser des mises en garde contre l'ASG dirigée par Eghart. Décidé à couper court à ces allégations qu'il juge diffamatoires, Eghart oblige Tony à détruire l'image cybernétique de Proxy Blue pour la remplacer par une contre-version à son avantage…
9. Le Crime du Siècle nouveau (Crime of the New Century) : Un nouveau mutant, Joshua Valentine, l'enfant d'un couple célèbre, vient d'être enlevé. Emma et Adam mènent leur enquête. Le petit étant entré en contact par télépathie avec sa mère, Emma réussit à visualiser l'endroit où il est détenu. Brennan et Jesse retrouvent enfin Joshua. Le ravisseur parvient à leur échapper, mais est ensuite capturé par le lieutenant Stone qui travaille en réalité pour Eghart…
10. L'Étoile noire (Dark Star Rising) : Angel et Beau, deux membres d'une unité anti-terroriste appelée "l'étoile noire", ont survécu après une mission qui a mal tourné dans la jungle de Bogota. Shalimar et Brennan ont pour ordre de les intercepter avant Eghart. Ils découvrent que la mission n'était en réalité qu'une expérience organisée par la Tricorp, couverture de l'ASG, dont ils ont tous été les cobayes afin de tester un nouveau sérum. Au lieu de les anéantir, le sérum a transformé Beau et Angel en mutants aux pouvoirs phénoménaux. Cependant, Angel commence à se sentir mal. Adam doit faire vite. Il ne reste plus que quelques heures pour la sauver…
11. Mutants furtifs (Whiter Shade of Pale) : Le séquenseur génétique d'Adam a été dérobé par un nouveau mutant furtif invisible. Il met son équipe sur le coup pour récupérer le séquenseur avant Eghart. Emma découvre qu'Adam connaît le mutant ou plutôt la mutante qui n'est autre que Danielle Hartman, son ex-fiancée, disparue il y a 16 ans. Méfiantes, Emma et Shalimar mènent l'enquête et tentent de savoir qui est réellement Danielle…
12. Le Bien et le Mal (Double Vision) : Après avoir reçu un choc électrique au cours d'une bagarre, Emma s'est divisée en deux personnes distinctes, une Emma "angélique" et une autre "diabolique". La deuxième a conclu un pacte avec Eghart et souhaite infiltrer ainsi l'ASG pour l'anéantir de façon radicale et plonger tous ses membres dans le coma, avec l'aide de Mathy, une mutante aux pouvoirs électriques phénoménaux…
13. Les Liens du sang (Blood Ties) : Noah, le père de Jesse, a maille à partir avec la société Nexxogen dont il dirigeait le service de sécurité. Avant d'être licencié, il a en effet téléchargé sur un disque les preuves secrètes qui lient Nexxogen à Genome X de façon délictueuse.Ces informations une fois rendues publiques feraient tomber les deux entreprises et leurs dirigeants, Nicole Carter et Mason Eghart. C'est en tout cas ce que Noah explique à son fils, après lui avoir confié le disque…
14. La Vengeance (Altered Ego) : Naguère, Adam a dénoncé son collaborateur Antony Cooke pour vente illicite d'armes biochimiques. À la suite de quoi, Cooke, ne supportant pas le déshonneur, s'est suicidé, abandonnant sa fille Charlotte. Devenue adulte, Charlotte n'aspire qu'à assouvir son désir de vengeance contre Adam qu'elle tient pour responsable de la mort de son père. Usant de ses talents de comédienne et de sa capacité à influer sur la personnalité des gens, elle attire le créateur de Mutant X dans un piège et le transforme en homme sans foi ni loi…
15. Le Syndrome de Lazare (Lazarus Syndrome) : Emma et Brennan passent leur soirée ensemble à danser dans un club branché de la ville. Emma qui est de nature plutôt réservée se laisse séduire par un mystérieux jeune homme répondant au nom de Caleb. Elle se retire avec son nouvel ami pour être plus au calme. Au moment où leurs lèvres se rapprochent, Caleb aspire l'énergie vitale d'Emma.Heureusement Brennan intervient à temps et après un rapide combat met l'agresseur en fuite. À la suite de l'incident, Adam charge Brennan et Jesse d'enquêter au club pour retrouver la trace de Caleb…
16. Émotion interdite (Interface) : Brennan et Jesse enquêtent sur l'effraction par l'ASG d'un lieu sécurisé de Mutant X. Les caméras de surveillances sont toutes détruites mais ils réussissent à récupérer les bandes d'enregistrements. Sur la vidéo de surveillance Emma reconnaît Michelle Bigelow, une amie d'enfance elle aussi mutante. A l'ASG, Eghart n'est pas peu fier de sa nouvelle recrue qui montre une énorme envie de gravir rapidement les échelons à Génome X . Il s'agit de Michelle une télécyber capable d'agir sur les machines par la seule force de l'esprit…
17. Présumé coupable (Presumed Guilty) : Sa capacité à absorber la mémoire de n'importe quel être humain fait de Mark la nouvelle proie de Mason Eckhart. Dans une ultime tentative pour le convaincre de se mettre sous la protection d'Adam auquel elle a fixé rendez-vous, son amie Megan fait une chute mortelle. Arrivé sur les lieux, Adam est victime du pouvoir de Mark qui craint d'être accusé de la mort de la jeune fille. Désormais amnésique, Adam, soupçonné de meurtre, ne peut empêcher le détenteur de sa mémoire de livrer à Eghart l'accès du sanctuaire…
18. Les Démons du passé (Ex Marks the Spot) : Avant d'être assassiné, le généticien russe Kandinsky a stocké sur un microprocesseur les données de sa découverte, autrement dit les moyens de contrôler la volonté. A l'exception d'Eghart et d'Adam, nul ne sait que la pièce maîtresse d'une prestigieuse vente aux enchères, un œuf de Fabergé à l'abri dans un coffre-fort, contient le fameux microprocesseur. S'il tombe aux mains de Genome X, s'en est fini du libre-arbitre. Afin d'éviter pareille catastrophe, Shalimar a pour mission d'encourager Zack, spécialiste en braquage de coffres-forts, à collaborer avec Mutant X…
19. La Peur au ventre (Nothing to Fear) : Mauvaise surprise : Henri Voight, que Shalimar et Brennan sont venus soustraire à ses poursuivants, est en réalité un transfuge de l'ASG. Psyonique, il peut s'introduire dans les pensées des autres et n'hésite pas à pénétrer le cerveau de Shalimar avant de disparaître. De retour au sanctuaire, celle-ci plonge dans un sommeil où Henri la manipule à distance afin de lui extorquer les codes d'accès à Mutant X qu'Eghart est toujours impatient d'obtenir.
20. Séduction fatale (Deadly Desire) : Lorna Templeton est une femme scorpion. D'un simple baiser, elle envoûte tout homme qui s'approche d'elle ou, selon, le tue de son dard venimeux. Lorsqu'elle se retrouve en possession d'un terrible virus informatique que convoite âprement Mason Eghart, elle représente un danger pour tous ceux qui pourraient s'opposer à la perfidie de l'ASG. Espérant récupérer le virus, Brennan a le malheur de tomber sous le charme de cette irrésistible mais vénale ensorceleuse…
21. Le Prince des Mutants (A Breed Apart) : L'Alliance, rassemblement de mutants dissidents, s'est organisée autour de Gabriel Ashlock dont les pouvoirs et la mégalomanie frôlent la démesure. Premier enfant génétiquement modifié de Génome X d'où il s'est échappé, Gabriel, sorte de gourou, se propose de dominer le monde en réunissant sous sa tutelle tous ses semblables. Brûlant une étape imprévue de mutation, les protégés d'Adam s'entraînent à affronter Gabriel qui n'a rien d'un ange…
22. Course contre la montre (Dancing on the Razor) : Adam et Eghart doivent combattre un ennemi commun. Jay Minhous, un petit journaliste véreux en quête de scoop, projette en effet de divulguer l'existence des mutants par le biais de la chaîne Proxy Blue. Convaincue de protéger un innocent des griffes d'Eghart, Shalimar se laisse embobiner par le journaliste qui lui file entre les pattes…

### Deuxième saison (2002-2003)
1. L'Alchimie du passé (Past as Prologue)
2. Jeux de pouvoir (Power Play)
3. Voyage dans le temps (Time Squared)
4. La Dernière légende (Whose Woods These Are)
5. La Force de l'esprit (The Future Revealed)
6. Mission impossible (No Man Left Behind)
7. Les Carrefours de l'âme (Crossroads of the Soul)
8. Invasion extraterrestre (Sign from Above)
9. Corps et âmes (Body and Soul)
10. Rivales (Understudy)
11. L'Escroquerie (The Grift)
12. La Croisée des chemins (At Destiny's End)
13. Le Poids des secrets (Within These Walls)
14. Derrière les barreaux (Hard Time)
15. Les Foudres de la haine (Under the Cloak of War)
16. Un témoin gênant (Once Around)
17. Jugement final (Final Judgment)
18. L'Enfer du devoir (Inferno)
19. Une question de confiance (One Step Closer)
20. Faux-semblants (Reality Check)
21. Les Apprentis Sorciers (Reawakening)
22. Le Retour du passé (Lest He Become)

### Troisième saison (2003-2004)
1. L'Espoir d'un lendemain / Nuit sans lune (Into the Moonless Night)
2. Le Tigre (Wages of Sin)
3. Parasite / Programme destructeur (The Breed)
4. Les Yeux du monstre (Where Evil Dwells)
5. Compte à rebours / L'antidote (The Taking of Crows)
6. L'Asile des chimères (Shadows of Darkness)
7. La Main de Dieu (The Hand of God)
8. Le Fléau / Terres dévastées (Wasteland)
9. Les Hologrammes (No Exit)
10. Le Jumeau (Brother's Keeper)
11. Aller-retour (Possibilities)
12. Projet « contact » (Conspiracy Theory)
13. Le Virtuose (Art of Attraction)
14. Une vie normale (A Normal Life)
15. Amis pour la vie (Divided Loyalties)
16. L'Âge de l'innocence (Age of Innocence)
17. L'Implant (She's Come Undone)
18. L'Entre deux (In Between)
19. Filles de rêve (Dream Lover)
20. La Prophétie (The Prophecy)
21. Le Cirque des merveilles (Cirque des Merveilles)
22. Le Créateur (The Assault)

## Commentaires
Le sujet ressemble fortement à celui des X-Men (à part que les mutations des X-Men sont naturelles et celles des Mutant X les résultats d'expériences). 20th Century Fox, propriétaire des droits d'adaptation des X-Men, attaqua Marvel (la série était produite par Marvel studios) en justice. Un accord fut conclu, mais cette affaire entrava entre autres le merchandising.
Le bâtiment accueillant les bureaux de « Génome X » est le même bâtiment utilisé dans la série Le Caméléon pour « Le Centre ». Ce bâtiment se trouve à Toronto et est en fait une usine de traitement des eaux.

## Sortie DVD
L'intégralité des épisodes est sortie en DVD chez Seven7. Le format de l'image est plein écran alors que la série a été filmée en « Widescreen » (1.78 panoramique). Chaque saison a son coffret (6 disques par unité) en français et anglais avec sous-titres français sur les saisons 1 et 2 mais absents de la saison 3. Les bonus varient là encore selon les saisons (visite des studios par John Shea sur la saison 1, court-métrage sur les cascades et les effets visuels sur la saison 2, rien dans la saison 3).
Les coffrets ont un design avec une couleur pour bien différencier les périodes.
La série est aussi sortie dans les pays anglo-saxons avec plus ou moins de bonus selon les éditions. Les Américains et les Anglais ont une édition identique à la française. L'Allemagne et l'Australie disposent de la version Widescreen sur les 66 épisodes.

## Pouvoirs des personnages
- Shalimar Fox : a les capacités des humains et des animaux (la force, la rapidité, l'agilité).
- Brennan Mulwray : peut générer de l'électricité (s'envoler dans les airs, électrifier ses ennemis - lui-même lorsqu'il est mouillé).
- Emma DeLauro : se sert de l'énergie psychique (contrôler le mental des gens, lancer des boules d’énergie).
- Jesse Kilmartin : a la faculté de modifier la structure moléculaire de son corps (se durcir comme de l'acier, de passer à travers la matière).
- Lexa Pierce : peut maîtriser la lumière (se rendre invisible).